# Purmerul Peak
Der Purmerul Peak (englisch; bulgarisch връх Пурмерул wrach Purmerul) ist ein 2000 m hoher und vereister Berg an der Loubet-Küste des Grahamlands im Norden der Antarktischen Halbinsel. In den westlichen Ausläufern des Bruce-Plateaus ragt er 14,58 km nördlich des Semela Ridge, 11,1 km östlich des Mount Lyttleton, 20 km südsüdöstlich des Crookes Peak und 16,11 km nordwestlich des Slessor Peak auf. Seine Süd- und Westhänge sind steil und zum Teil eisfrei. Der Hamblin-Gletscher liegt südwestlich und der Hugi-Gletscher nördlich von ihm.
Britische Wissenschaftler kartierten ihn 1976. Die bulgarische Kommission für Antarktische Geographische Namen benannte ihn 2014 nach dem thrakischen Gott Purmerul.